# José Restrepo
José Restrepo Arceyuth (nació el 26 de julio de 1996) es un actor colombiano de cine, teatro y televisión, reconocido por su participación en las películas Malcriados y El man del porno y en las series de televisión Metástasis y Narcos.

## Carrera
En su juventud, Restrepo se trasladó a México para cursar estudios de actuación. Allí se desempeñó principalmente en el teatro, regresando a Colombia pocos años después. En su país natal empezó a figurar principalmente en series de televisión, entre las que se destacan Niñas mal (2010), El laberinto (2012), Metástasis (2014), Laura, la santa colombiana (2015) y Narcos (2016).
El actor también se ha desempeñado en el cine, apareciendo en las películas Apatía, una película de carretera (2012), Malcriados (2016), Tr3s días (2017) y El man del porno (2018). En 2016 obtuvo una nominación a los Premios Macondo en la categoría de mejor actor de reparto por su participación en la película Malcriados.

## Filmografía

### Televisión
| Año  | Título                     | Personaje                             | Canal               |
| ---- | -------------------------- | ------------------------------------- | ------------------- |
| 2023 | Romina Poderosa            | Gregorio Restrepo "Gregor" "McGregor" | Caracol Televisión  |
| 2021 | MalaYerba                  | Teo                                   | Starzplay           |
| 2021 | Enfermeras                 |                                       | Canal RCN           |
| 2020 | Tonada al viento           | Tomás                                 | Canal 13            |
| 2020 | Operación pacifico         | Wilson                                | Telemundo           |
| 2019 | Siempre bruja              | Fantasma Lucho                        | Netflix             |
| 2018 | La balada de Hugo Sánchez  | Lorenzo Sánchez                       | Netflix             |
| 2017 | Hermanos y hermanas        | Lucas Soto Matiz                      | Canal RCN           |
| 2016 | 2091                       | Kim / Gaspar                          | Fox Channel         |
| 2016 | Narcos                     | Sicario                               | Netflix             |
| 2015 | Laura, la santa colombiana | Juan Antonio Montoya                  | Caracol Televisión  |
| 2015 | La tusa                    | Sócrates Martín                       | Caracol Televisión  |
| 2014 | Metástasis                 | Lucho                                 | UniMas              |
| 2012 | El laberinto               | Diego Andrés Marquez Martinez         | Caracol Televisión  |
| 2010 | Niñas mal                  | Rafael 'Rafa' Sandoval                | MTV (Latinoamérica) |

## Cine
| Año  | Título                            | Personaje       | Nota |
| ---- | --------------------------------- | --------------- | ---- |
| 2023 | Los Iniciados                     | Freddy          |      |
| 2020 | Sumergible                        | Aquiles         |      |
| 2018 | El man del porno                  | Carlos Andrés   |      |
| 2017 | Tr3s días                         | Samuel          |      |
| 2016 | Malcriados                        | Charly          |      |
| 2015 | ¡Que viva la música!              |                 |      |
| 2014 | Singular                          | Andy            |      |
| 2012 | Apatía, una película de carretera | Eduardo Jiménez |      |